# Paris brûle-t-il?
Paris brûle-t-il? (Engels: Is Paris Burning?) is een Frans-Amerikaanse film uit 1966 van René Clément, naar het boek van Larry Collins en Dominique Lapierre. De hoofdrollen worden vertolkt door Gert Fröbe, Orson Welles, Alain Delon en Leslie Caron.

## Verhaal
De film Paris brûle-t-il? schetst een beeld van de laatste weken van de Tweede Wereldoorlog in Frankrijk, en specifiek de situatie in Parijs tot aan de bevrijding van deze stad in augustus 1944.
De film toont de verzetsdaden die leidden tot de overgave van het Duitse leger, en de belangrijkste personen uit die periode, de Amerikaanse generaal Patton, de Duitse generaal von Choltitz, Jacques Chaban-Delmas, de leiders van het verzet, generaal Leclerc, en vele anderen.
Het einde van de film behandelt het bevel van Adolf Hitler om Parijs te vernietigen alvorens te capituleren, onder meer door de in deze stad aanwezige bruggen en monumenten op te blazen. Generaal Dietrich von Choltitz legde dit bevel naast zich neer en gaf zich onvoorwaardelijk over aan de geallieerden. Hij behoedde Parijs zo voor de vernietiging. De titel van de film is de vertaling van de vraag die Hitler stelde aan stafchef Alfred Jodl, Brennt Paris? (Brandt Parijs?).
Niettegenstaande de rolbezetting is Paris brûle-t-il? geen typisch sterrenvehikel geworden, maar eerder een haast documentaire reconstructie van de bevrijding van Frankrijk en Parijs.

## Rolverdeling
| Acteur                              | Personage                        |
| ----------------------------------- | -------------------------------- |
| Jean-Paul Belmondo                  | Morandat/Pierrelot               |
| Charles Boyer                       | Monod                            |
| Gert Fröbe                          | Generaal Dietrich von Choltitz   |
| Leslie Caron                        | Françoise Labé                   |
| George Chakiris                     | Soldaat in tank                  |
| Jean-Pierre Cassel                  | Luitenant Henri Karcher          |
| Anthony Perkins                     | Sergeant Warren                  |
| Kirk Douglas                        | Generaal George Patton           |
| Simone Signoret                     | Café-uitbaatster                 |
| Orson Welles                        | Consul Raoul Nordling            |
| Glenn Ford                          | Generaal Omar Bradley            |
| Yves Montand                        | Marcel Bizien                    |
| Robert Stack                        | Generaal Edwin Sibert            |
| Marie Versini                       | Claire Morandat                  |
| Skip Ward                           | Soldaat bij Warren               |
| Bruno Cremer                        | Kolonel Henri Rol-Tanguy         |
| Claude Dauphin                      | Kolonel Lebel                    |
| Pierre Dux                          | Parodi/Cerat                     |
| Billy Frick                         | Adolf Hitler                     |
| Daniel Gélin                        | Yves Bayet                       |
| Michel Piccoli                      | Edgar Pisani                     |
| Sacha Pitoëff                       | Frédéric Joliot-Curie            |
| Claude Rich                         | Generaal Jacques Leclerc         |
| Jean-Louis Trintignant              | Kapitein Serge                   |
| Pierre Vaneck                       | Majoor Roger Gallois             |
| Alain Delon                         | Jacques Chaban-Delmas            |
| Ernst F. Furbringer                 | Von Boineburg                    |
| Jean-Pierre Zola                    | Korporaal Mayer                  |
| Pascal Fardoulis                    | Gilet                            |
| Jo Warfield                         | Majoor bij Jacques Chaban-Delmas |
| Henia Suchar                        | Telefoniste                      |
| Clara Gansard                       | Echtgenote van kolonel Rol       |
| Joëlle Latour                       | Meisje bij Warren                |
| Michel Puterflam                    | Laffont                          |
| Felix Marten                        | Landrieu                         |
| Roger Lumont                        | Jade Amicol                      |
| Jean-Pierre Honore                  | Alain Perpezat                   |
| Karl-Otto Alberty                   | SS'er in Bayeux                  |
| Aimé DeMarch                        | Roland Pré                       |
| Hubert DeLapparent                  | Deurwaarder Matignon             |
| Pierre Mirat                        | Café-uitbater                    |
| Jean Negroni                        | Villon                           |
| Peter Neusser                       | SS'er in Bayeux                  |
| Konrad Georg                        | Von Model                        |
| Claus Holm                          | Huhm                             |
| Joachim Hansen                      | Gevangeniscommandant van Fresnes |
| Georges Géret                       | Commandant George                |
| Peter Jacob                         | Generaal Burgdorf                |
| Billy Kearns                        | Pattons adjudant                 |
| Michael Lonsdale                    | Jacques Debu-Bridel              |
| Pierre Collet                       | Politieman                       |
| Georges Claisse                     | Gevangene bij Monod              |
| Bernard Fresson                     | Verbindinsgagent                 |
| Michel Etcheverry                   | Prefect Luizet                   |
| Paul Crauchet                       | Pastoor                          |
| Suzy Delair                         | Parijse                          |
| Jean Valmont                        | Militair met bazooka             |
| Serge Rousseau                      | Kolonel Fabien                   |
| Albert Remy                         | Rijkswachter                     |
| Wolfgang Preiss                     | Kapitein Ebernach                |
| Georges Staquet                     | Kapitein Dronne                  |
| Jean-Michel Rouzière                | Heer met hond                    |
| Helmut Schneider                    | Duitse adjudant in metro         |
| Otto Stern - Duits soldaat in metro |                                  |
| Maria Machado                       | Stella                           |
| Günter Meisner                      | SS-commandant Pantin             |
| E.G. Marshall                       | Spion Powell                     |
| Georges Poujouly                    | Landrieux                        |
| Del Negro                           | Officier bij Chaban-Delmas       |
| Hannes Messemer                     | Generaal Alfred Jodl             |
| Harry Meyen                         | Luitenant von Arnim              |

## Achtergrond
Het scenario voor de film werd geschreven door Gore Vidal en Francis Ford Coppola. De filmmuziek is gecomponeerd door Maurice Jarre.
De opnamen van de film vonden plaats op 180 verschillende locaties. De film is bijna geheel in zwart-wit opgenomen, mogelijk omdat er ook stock footage, gefilmd ten tijde van de echte bevrijding van Parijs, in verwerkt is.

## Prijzen en nominaties
De film werd in 1967 genomineerd voor twee Oscars:
- Beste art direction (Willy Holt, Marc Frédérix, Pierre Guffroy)
- Beste camerawerk (Marcel Grignon)

De film werd datzelfde jaar ook genomineerd voor een Golden Globe voor beste muziek.